# Interstate A-2
Die Interstate A-2 ist ein Interstate Highway in Alaska.

## Verlauf
Der A-2 Interstate Highway ist 325,38 Kilometer (202,18 Meilen) lang. Südlich beginnt er in Tok und er verläuft nach Fairbanks.

### Teilabschnitte
Wichtige Teilhighways sind der Richardson Highway und der Alaska Highway.

## Geschichte
Der Highway wurde 1976 eröffnet.